# Pailharès
Pailharès, en occitan Palharèi, est une commune française, située dans le département de l'Ardèche en région Auvergne-Rhône-Alpes.
Ses habitants sont appelés les Pailherous.

## Géographie

### Situation et description
Petit village à l'aspect essentiellement rural, bâti au sommet d'une colline, en amont de Saint-Félicien dans la vallée de la Daronne, d’où l’on rejoint Nozières et Lamastre par le col du Buisson, et Lalouvesc et Satillieu par le col du Marchand. Le point culminant se trouve à 1 184 mètres, dans le massif du Sardier.

### Communes limitrophes
|         | Satillieu | Vaudevant      |
| Lafarre | Pailharès | Saint-Félicien |
|         | Nozières  |                |

### Climat
Pour des articles plus généraux, voir Climat d'Auvergne-Rhône-Alpes et Climat de l'Ardèche.
En 2010, le climat de la commune est de type climat des marges montargnardes, selon une étude du CNRS s'appuyant sur une série de données couvrant la période 1971-2000. En 2020, Météo-France publie une typologie des climats de la France métropolitaine dans laquelle la commune est exposée à un climat de montagne ou de marges de montagne et est dans la région climatique Sud-est du Massif Central, caractérisée par une pluviométrie annuelle de 1 000 à 1 500 mm, minimale en été, maximale en automne.
Pour la période 1971-2000, la température annuelle moyenne est de 10,4 °C, avec une amplitude thermique annuelle de 17 °C. Le cumul annuel moyen de précipitations est de 1 051 mm, avec 8,6 jours de précipitations en janvier et 6 jours en juillet. Pour la période 1991-2020, la température moyenne annuelle observée sur la station météorologique de Météo-France la plus proche, sur la commune de Lalouvesc à 5 km à vol d'oiseau, est de 8,3 °C et le cumul annuel moyen de précipitations est de 1 064,8 mm,. Pour l'avenir, les paramètres climatiques de la commune estimés pour 2050 selon différents scénarios d'émission de gaz à effet de serre sont consultables sur un site dédié publié par Météo-France en novembre 2022.

### Hydrographie
Le territoire communal est traversé par la rivière, la Daronne, un affluent en rive gauche du Doux.

## Urbanisme

### Typologie
Au 1er janvier 2024, Pailharès est catégorisée commune rurale à habitat très dispersé, selon la nouvelle grille communale de densité à 7 niveaux définie par l'Insee en 2022.
Elle est située hors unité urbaine et hors attraction des villes,.

### Occupation des sols
L'occupation des sols de la commune, telle qu'elle ressort de la base de données européenne d’occupation biophysique des sols Corine Land Cover (CLC), est marquée par l'importance des forêts et milieux semi-naturels (58,7 % en 2018), une proportion sensiblement équivalente à celle de 1990 (58,3 %). La répartition détaillée en 2018 est la suivante : forêts (42,5 %), zones agricoles hétérogènes (23,1 %), prairies (18,2 %), milieux à végétation arbustive et/ou herbacée (16,1 %).
L'évolution de l’occupation des sols de la commune et de ses infrastructures peut être observée sur les différentes représentations cartographiques du territoire : la carte de Cassini (XVIIIe siècle), la carte d'état-major (1820-1866) et les cartes ou photos aériennes de l'IGN pour la période actuelle (1950 à aujourd'hui).

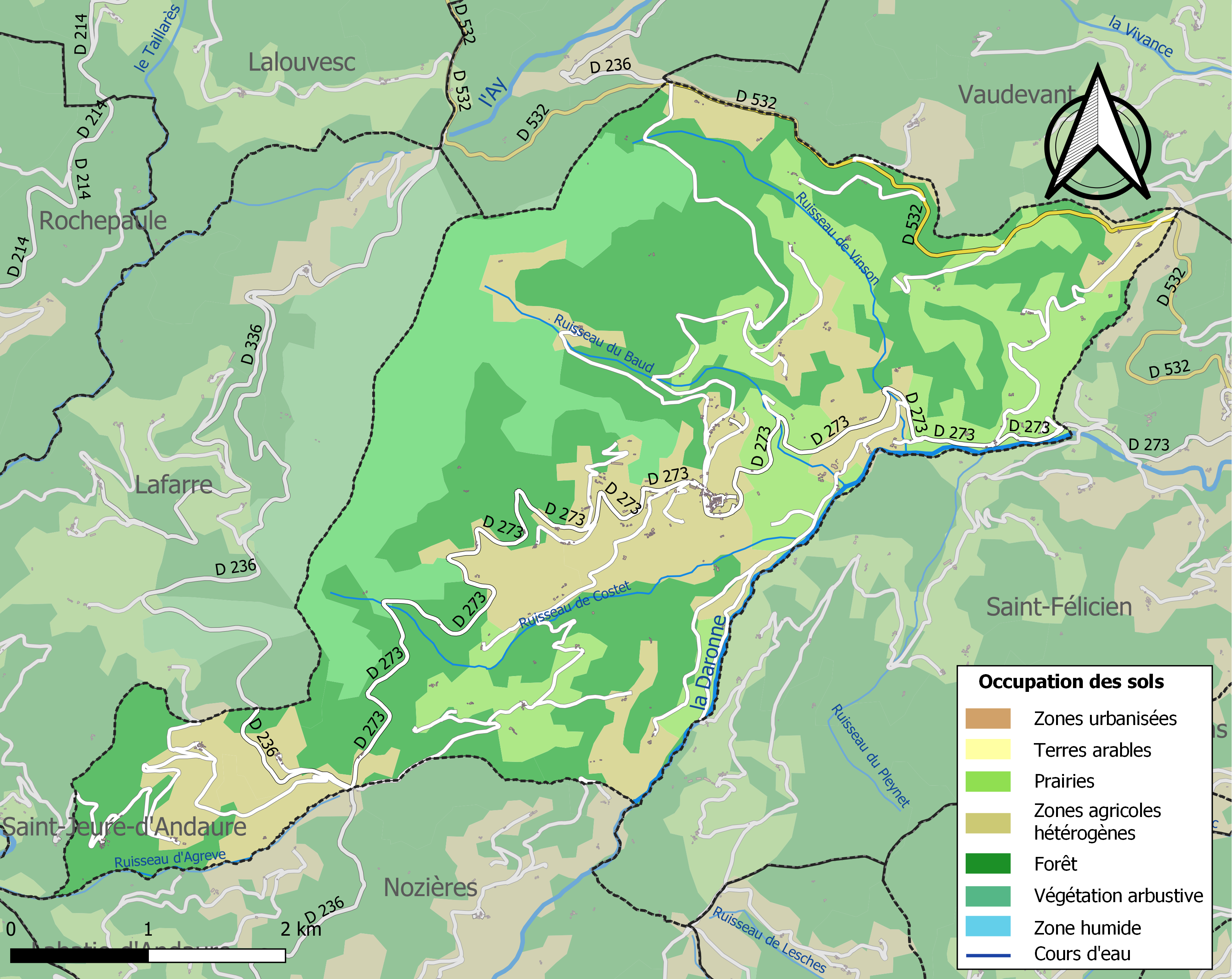
Carte des infrastructures et de l'occupation des sols de la commune en 2018 (CLC).

## Histoire
Des bracelets de bronze retrouvés à Vinson témoignent d'une occupation humaine millénaire. Pailharès fut probablement fortifié dès l'époque romaine. Pendant l'époque carolingienne, Pailharès s'étendait sur une superficie beaucoup plus importante, mais il est difficile à ce jour d'en cerner les contours. Selon le chanoine Rouchier, la viguerie comportait un ou plusieurs cantons. Notons que le Haut-Vivarais comportait quatre vigueries ou vicarias (Annonay, Tournon, Pailharès et Colombier-le-Vieux). Au fil du temps les chatellenies prirent plus d'importance, tandis que les vigueries tombaient en désuétude. Celle de Pailharès fut démembrée, le village étant intégré dans la chatellenie de Rochebloine.
Dans son article sur la commanderie des Antonins d'Aubenas, le docteur Francus (alias Albin Mazon) mentionne une commanderie de « Pailharès » dépendant de celle d'Aubenas.
Pailharès devint une enclave du Forez en 1296. Elle fut rattachée au Vivarais lors de la Révolution française.
Le 18 mars 1968, vers 23 heures, deux appareils de la 5e escadre de chasse basée à Orange se percutent à la verticale de Pailharès et de Vaudevant. Le pilote d'un Fouga-Magister sera tué, et son navigateur, le lieutenant Jacques Ybert, éjecté, sera retrouvé grièvement blessé sur le territoire de la commune d'Étables.
La commune de Pailharès a subi un important feu de forêt sur le Sardier en 2003, provoqué par la foudre.

## Politique et administration

### Liste des maires
| Période                                  | Période                       | Identité                 | Étiquette   | Qualité                                                                         |
| ---------------------------------------- | ----------------------------- | ------------------------ | ----------- | ------------------------------------------------------------------------------- |
| Les données manquantes sont à compléter. |                               |                          |             |                                                                                 |
| 1792                                     | 1796                          | Antoine Fonbonne         |             |                                                                                 |
| 1796                                     | 1798                          | Jean-Antoine-Louis Gamon |             |                                                                                 |
| 1798                                     | 1811                          | Joseph-André Fournier    |             |                                                                                 |
| 1811                                     | 1816                          | Jean-Antoine-Louis Gamon |             |                                                                                 |
| 1816                                     | 1843                          | Jean-François Gamon      |             |                                                                                 |
| 1843                                     | 1844                          | Jean-Baptiste Lefaud     |             |                                                                                 |
| 1844                                     | 1852                          | Louis Gamon              |             |                                                                                 |
| 1852                                     | 1859                          | Jean-Pierre-Romain Manoa |             |                                                                                 |
| 1859                                     | 1892                          | Antoine-Victor Foriel    |             |                                                                                 |
| 1892                                     | 1900                          | Jean-François Rouchier   |             |                                                                                 |
| 1900                                     | 1907                          | Régis Veillet            |             |                                                                                 |
| 1907                                     | 1910                          | Alphonse Polly           |             |                                                                                 |
| 1910                                     | 1919                          | Henri Manoha             |             |                                                                                 |
| 1919                                     | 1935                          | Joseph Gaillard          |             |                                                                                 |
| 1935                                     | 1944                          | Xavier Vallat            | FR          |                                                                                 |
| 1944                                     | 1945                          | Joseph Rouchier          | FN          | Président du comité local de libération                                         |
| 1945                                     | 1965                          | Alphonse Réat            |             |                                                                                 |
| 1965                                     | 1971                          | Joseph Gaillard          |             |                                                                                 |
| 1971                                     | 1989                          | Jean-Pierre Frachisse    | RI puis UDF | Chef comptable Conseiller général, député suppléant de Régis Perbet (1980-1986) |
| mars 1989                                | mars 2001                     | Daniel Rouchier          |             |                                                                                 |
| mars 2001                                | mars 2008                     | François Caussèque       | DVG         |                                                                                 |
| mars 2008                                | juillet 2020                  | Jérôme Serayet           | DVD         | Fonctionnaire                                                                   |
| juillet 2020                             | En cours (au 13 juillet 2020) | Anne Schmitt             | SE          | Chercheur en archéologie                                                        |

## Population et société

### Démographie
L'évolution du nombre d'habitants est connue à travers les recensements de la population effectués dans la commune depuis 1793. Pour les communes de moins de 10 000 habitants, une enquête de recensement portant sur toute la population est réalisée tous les cinq ans, les populations de référence des années intermédiaires étant quant à elles estimées par interpolation ou extrapolation. Pour la commune, le premier recensement exhaustif entrant dans le cadre du nouveau dispositif a été réalisé en 2007.

En 2022, la commune comptait 288 habitants, en évolution de +14,74 % par rapport à 2016 (Ardèche : +2,48 %, France hors Mayotte : +2,11 %).
| 1793  | 1800  | 1806  | 1821 | 1831 | 1836  | 1841  | 1846  | 1851  |
| ----- | ----- | ----- | ---- | ---- | ----- | ----- | ----- | ----- |
| 1 397 | 1 142 | 1 044 | 932  | 970  | 1 511 | 1 608 | 1 562 | 1 511 |

| 1856  | 1861  | 1866  | 1872  | 1876  | 1881  | 1886  | 1891  | 1896  |
| ----- | ----- | ----- | ----- | ----- | ----- | ----- | ----- | ----- |
| 1 523 | 1 575 | 1 598 | 1 568 | 1 484 | 1 574 | 1 588 | 1 541 | 1 554 |

| 1901  | 1906  | 1911  | 1921  | 1926  | 1931 | 1936 | 1946 | 1954 |
| ----- | ----- | ----- | ----- | ----- | ---- | ---- | ---- | ---- |
| 1 508 | 1 553 | 1 332 | 1 092 | 1 043 | 975  | 909  | 788  | 702  |

| 1962 | 1968 | 1975 | 1982 | 1990 | 1999 | 2006 | 2007 | 2012 |
| ---- | ---- | ---- | ---- | ---- | ---- | ---- | ---- | ---- |
| 581  | 511  | 402  | 328  | 285  | 288  | 289  | 289  | 273  |

| 2017 | 2022 | - | - | - | - | - | - | - |
| ---- | ---- | - | - | - | - | - | - | - |
| 244  | 288  | - | - | - | - | - | - | - |

### Enseignement
La commune est rattachée à l'académie de Grenoble.

### Médias
Deux organes de presse écrite de niveau régional sont distribués dans la commune :
- L'Hebdo de l'Ardèche : journal hebdomadaire français basé à Valence et diffusé à Privas depuis 1999, il couvre l'actualité pour tout le département de l'Ardèche ;
- Le Dauphiné libéré : journal quotidien de la presse écrite française régionale distribué dans la plupart des départements de l'ancienne région Rhône-Alpes, notamment l'Ardèche. La commune est située dans la zone d'édition du Centre-Ardèche (Annonay - Le Cheylard).

### Cultes
La communauté catholique et l'église paroissiale (propriété de la commune) sont rattachées à la paroisse Saint François Régis (Ay et Daronne), elle-même rattachée au diocèse de Viviers.

## Culture et patrimoine

### Lieux et monuments
- Église néo-romane : lieu de culte du chef-lieu, elle est dédiée à la Vierge sous le vocable de la « Nativité de Marie »[18]. Elle est un des lieux de culte de la paroisse catholique « Saint-François Régis des vals d’Ay et de la Daronne »[19].
- Les ruelles étroites du chef-lieu.
- Le village miniature, au col du Buisson, entre Pailharès et Nozières qui est situé sur la commune de Nozières.
- Le hameau de Molière : son église Saint-Joseph[18] est, avec l'église du village, un autre lieu de culte de la paroisse catholique « Saint-François Régis des vals d’Ay et de la Daronne »[19].

### Personnalités liées à la commune
- Xavier Vallat, ancien commissaire aux questions juives sous le régime de Vichy, ancien député, ancien maire de Pailharès, y est enterré.
- Les trois frères et sœur Bernard, Jean-Pierre et Catherine Fraisse, propriétaires du groupe Fareva, ont grandi à Pailharès[20].

### Héraldique
|  | Pailharès possède des armoiries dont l'origine et le blasonnement exact ne sont pas disponibles. |